# Solosympodiella clavata
Solosympodiella clavata är en svampart som beskrevs av Matsush. 1971. Solosympodiella clavata ingår i släktet Solosympodiella, divisionen sporsäcksvampar och riket svampar.   Inga underarter finns listade i Catalogue of Life.